# Диуранат калия
Диуранат калия — неорганическое соединение,
соль калия и диурановой кислоты с формулой K2U2O7,
оранжевые кристаллы,
не растворяется в воде. Ядовит и радиоактивен.

## Получение
- Реакция гидроксида уранила и гидроксида калия:

{\displaystyle {\mathsf {2KOH+2UO_{2}(OH)_{2}\ {\xrightarrow {}}\ K_{2}U_{2}O_{7}\downarrow +3H_{2}O}}}

## Физические свойства
Диуранат калия образует оранжевые кристаллы
тригональной сингонии,
пространственная группа R 3m,
параметры ячейки a = 0,396 нм, c = 1,982 нм, Z = 1,5.
Не растворяется в воде.